# David Ebershoff
David Ebershoff (Pasadena, 17 gennaio 1969) è uno scrittore e curatore editoriale statunitense.
Ha svolto per anni la professione di editor su narrativa e saggistica.
Ha ricevuto il Lambda Literary Award.

## Opere
- The Danish Girl, 2000 (La danese, traduzione di Anna Mioni, Parma : Guanda, 2001; Firenze-Milano : Giunti, 2016)
- The Rose City, 2002
- Pasadena, 2003
- The 19th Wife, 2009 (La 19ª moglie, traduzione di Silvia Castoldi, Firenze-Milano : Giunti, 2011)

## Trasposizioni cinematografiche
- The Danish Girl, regia di Tom Hooper (2015)